# كتي أباد
كتي أباد هي قرية في مقاطعة تيران وكرون، إيران. يقدر عدد سكانها بـ 0 نسمة بحسب إحصاء 2016.